# Traité de Saint-Maur (1418)
Pour les articles homonymes, voir Traité de Saint-Maur.
Arras (1414) Pouilly-le-Fort (1419)
Le traité de Saint-Maur est un épisode de la guerre civile entre Armagnacs et Bourguignons qui, sous couvert d'un rapprochement entre le duc de Bourgogne Jean sans Peur et le dauphin Charles, visait à placer ce dernier sous tutelle bourguignonne depuis qu'il s'était proclamé régent de France en raison de l'incapacité à gouverner de son père Charles VI.
Le traité fut signé le 16 septembre 1418 à Saint-Maur-des-Fossés par Jean sans Peur, Isabeau de Bavière et par le duc Jean V de Bretagne. Il fut ensuite présenté par Jean V de Bretagne au dauphin qui résidait alors à Saumur. Le dauphin rejeta ce traité.

## Témoignages contemporains
L'épisode est mentionné dans le Journal d'un bourgeois de Paris (au point de vue bourguignon); il présente le traité comme une réconciliation voulue par les Bourguignons qui font d'énormes concessions dans leur souci d'empêcher les Armagnacs, accusés de garder le dauphin en otage, de mettre le pays à feu et à sang :

« Tout fut pardonné aux Armagnacs, les maux qu'ils avaient faits, et si était prouvé contre qu'ils étaient consentants de la venue du roi d'Angleterre, et qu'ils en avaient eu grands deniers dudit roi, item d'empoisonner les deux fils aînés, fils du roi de France, et savait-on bien que ce avait été et fait faire, et de l'empoisonnement du duc de Hollande, et de la reine de France hors de son royaume. Et si convient tout mettre ce à néant, ou sinon ils eussent détruit le royaume de France et livré aux Anglais le dauphin qu'ils avaient devers eux. Ainsi fut faite cette paix, qui qu'en fut courcé (courroucé) ou joyeux, et fut criée parmi Paris à quatre trompes et à six ménestrels, le lundi 19e jour de septembre l'an 1400 et 18. »

## Contexte historique

### Guerre avec l'Angleterre
Les troupes anglaises avancent en Normandie. Après avoir pris Falaise en février 1418 et Pont-de-l'Arche en juillet, Henri V d'Angleterre s'est avancé jusqu'à Rouen dont le siège débute à la fin du même mois.

### Sur le plan intérieur
Le roi Charles VI, en proie à des crises de folie, est incapable d'exercer le pouvoir. Les caisses du royaume sont vides. Depuis 1407, date de l'assassinat du duc d'Orléans, frère du roi, par les spadassins aux ordre de Jean sans Peur,  le royaume de France est déchiré par la Guerre civile entre les Armagnacs et les  Bourguignons. Le dauphin Charles qui assume la charge de lieutenant général du royaume se réfugie en province après s'être enfui de Paris lorsque la capitale tombe aux mains des Bourguignons le 29 mai 1418. La propagande bourguignonne accuse les Armagnacs de vouloir livrer le dauphin aux Anglais.
La capitale est en proie à de très grands désordres, et la situation est compliquée par la disette et une épidémie qui font des ravages. Tout au long du mois de juillet, les Armagnacs sont accusés de mener des actions aux alentours de Paris, alimentant les craintes et les problèmes de ravitaillement. Le retour d'Isabeau de Bavière, reçue chaleureusement par le duc de Bourgogne, a un instant calmé les esprits, mais de nouvelles tueries ont lieu en août. Le duc peine à contrôler la situation, à Paris où dans le reste du royaume de plus en plus exsangue. Un rapprochement avec le dauphin est donc souhaitable.
L'écrivain Georges Bordonove est d'avis que le dauphin Charles était au courant de la « collusion honteuse de Jean sans Peur et de la reine Isabeau de Bavière ». Les conditions dans lesquelles étaient morts ses frères Louis de Guyenne et Jean de Touraine, les précédents dauphins, alors qu'ils étaient « sous la protection » du duc de Bourgogne, l'avaient sans doute mis sur ses gardes. Il semble que malgré sa jeunesse et son inexpérience, le dauphin ait compris que le traité était principalement destiné à le placer sous le contrôle des Bourguignons.